# Grotta di Filiestru
La grotta di Filiestru è una cavità carsica situata in territorio di Mara, nella Sardegna centrale. È ubicata in località Bonu Ighinu, area frequentata dall'uomo fin dal Neolitico antico, che grazie ai vari reperti ritrovati nella zona - in particolar modo nella vicina grotta di Sa Ucca de su Tintirriolu - ha dato il nome all'omonima cultura, sviluppatasi in Sardegna durante il IV millennio a.C. (4000-3400 a.C.).
La grotta, situata a quota 410 m s.l.m. ai piedi di una parete verticale calcarea, è formata principalmente da tre ambienti di cui uno "abitabile". Qui, grazie alle indagini sistematiche svolte negli anni 1979-80 a cura degli archeologi V.R Switsur e David H. Trump, è stato possibile ipotizzare una presenza umana continuativa dal Neolitico antico (facies di Filiestru-Grotta Verde-Alghero, 5000 a.C.) sino alla media età del bronzo (Sa Turricola), e non continuativa fino al Medioevo.
I reperti mostrano una cultura evoluta composta da genti dedite all'agricoltura, all'allevamento e alla caccia. Viene inoltre notata la quasi totale scomparsa delle precedenti forme di decorazione vascolare mentre compaiono gli anelloni in pietra verde che trovano riscontri in Corsica e nella penisola italiana.

## Bibliografia

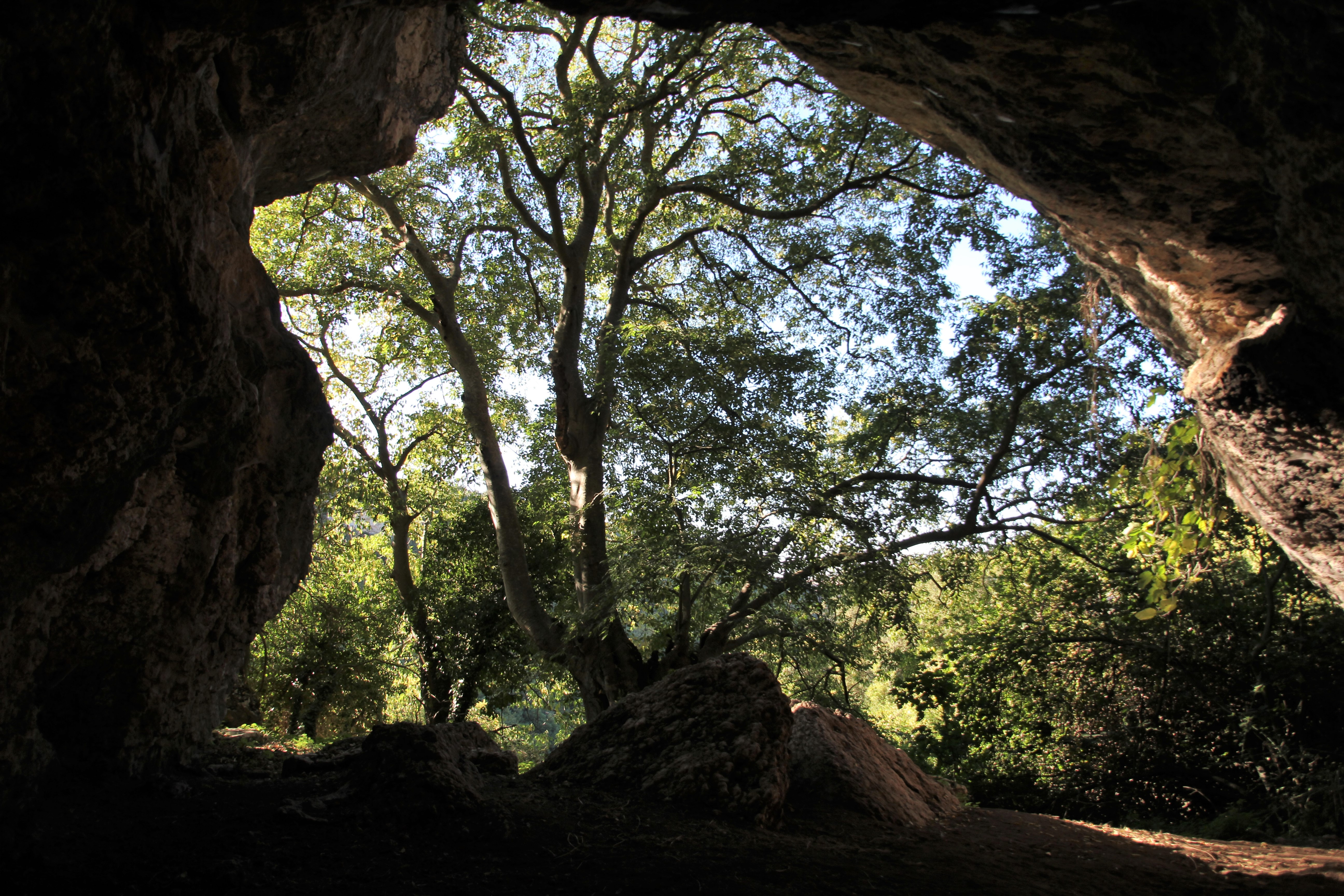